# Ikarbus IK-206
Der Ikarbus IK-206 ist ein serbischer Mittelflur-Schubgelenkbus aus dem Ikarbus, vorgesehen für den Personentransport in anspruchsvollsten Nutzungsbedingungen im Stadtverkehr. IK-206 entstand durch Weiterentwicklung der Vorgängerserien IK-201, IK-202 und IK-203 und ist im Wesentlichen ähnlich im Aussehen. Die Hauptunterschiede sind moderner Motor, unterschiedliche Antriebseinheitsposition und modernisiertes Design innen und außen. Er ist der erste Ikarbus Mittelflur-Gelenkbus mit Antriebseinheit im Anhänger. Die Produktion des IK-206 begann im Jahr 2006.

## Fahrzeugbeschreibung
Der Bus hat drei Achsen, vorne, mittel (neutral) und hinten (Antrieb). Die Konstruktion des Busses ist ein selbsttragendes Gitter aus quadratischen Profilen. Der Bus wird mit zwei Sitzordnungen angeboten: 44+1 und 48+1. Die Passagiersitze sind aus Kunststoff und leicht gepolstert. Die plastifizierten Griffe sind in horizontaler Position unterhalb des Daches entlang des gesamten Busses und in vertikaler Position von den Sitzen nach oben angebracht. Die Basisversion hat vier nach innen öffnende Doppeltüren. Türen werden normalerweise vom Fahrer geöffnet und haben eine Notöffnungssystem. Die Seitenscheiben sind geklebt, haben Öffnungsmöglichkeit und aus verstärktem Sicherheitsglas. Die Busse sind mit einem System für Heizung, Lüftung und Kühlung, externe Elektronik Informationstafeln und sind wärmegedämmt.

## Fahrzeug in Betrieb
- Die ersten größeren Auslieferungen dieses Modells gehen an das Transportunternehmen Lasta aus Belgrad. Der erste IK-206 wurde 2007 an Lasta geliefert und in den folgenden Jahren weitergeführt.[2]
- Öffentliches Entsorgungsunternehmen GRAS (Stadtverkehr Sarajevo): Im Jahr 2009 beschaffte es 15 IK-206 Busse.[3]
- Der IK-206 wird nicht in der Flotte des Stadtverkehrunternehmens GSP Beograd eingesetzt, weil beschlossen wurde, künftig ausschließlich Niederflurfahrzeuge zu beschaffen.

## Spezifikationen
IK-206 hat folgende Spezifikationen:
Maße und Gewichte:
- Länge - 17997 mm
- Breite - 2500 mm
- Höhe - 3056 mm
- Höhe (einschließlich Klimaanlage) - 3300 mm
- Radstand - 5650/6045 mm
- Frontüberhang - 2820 mm
- Hinterer Überhang - 3482 mm
- Frontanflugwinkel - 7,4°
- Heckanflugwinkel - 7°
- Salonhöhe - 2260 mm
- Bodenhöhe in Zone I, II und III Türen - 750 mm
- Höhe der ersten Stufe - 340 mm
- Drehdurchmesser - 23656 mm
- Leergewicht - 15760 kg
- Maximal zulässiges Gesamtgewicht - 28000 kg
- Technisch vorgeschriebene maximale Tragfähigkeit der Hinterachse 13000 kg
- Technisch vorgeschriebene maximale Tragfähigkeit der Mittelachse 13000 kg
- Technisch vorgeschriebene maximale Tragfähigkeit der Vorderachse 7200 kg

Motor
- MAN D2066 LUH32
  - Euro 5
  - Konstruktion - 4-Takt Dieselmotor
  - Maximale Leistung - 235 kW
  - Einbau - senkrecht im Fahrzeugheck links

Übertragung
- 4-Gang Automatikgetriebe VOITH 864.5 mit integriertem Retarder